# Прва влада Михаила Вујића
Прва влада Михаила Вујића је била влада Краљевине Србије од 2. априла 1901. до 19. маја 1902. Током њеног мандата донет је Априлски устав.

## Историја
За рад на уставном питању узета је идеја из 1897. године о потреби сагласности све три странке. Радикали су одбацили свој став да се као основ за рад узме Устав из 1888. године. За основу новог устава узет је пројекат састављен 1896. године током Новаковићеве владе. Краљ није напуштао идеју о два дома. Сматрао је да би Сенат био нека врста „громобрана“ за владара који би спречавао непромишљене одлуке Скупштине. Попуштајући пред радикалима, краљ је 2. априла 1901. године образовао нову владу на челу са Михаилом Вујићем у којој су била четворица радикала и тројица напредњака. Идеја о октроисању устава потекла је од Новаковила. Првобитно је краљ био против таквог решења, јер би то оставило лош утисак у иностранству. Уставним нацртом били су задовољни стручњаци који су га прегледали. Имао је 107 чланова. Устав је предвиђао два дома: Сенат као Горњи дом (са 51 чланом од којих краљ именује 30, а остали се бирају) и Скупштину (130 чланова који се бирају). Изборни цензус био је 15 динара за посланике Народне скупштине, а 45 динара за посланике Сената. 
За октроисање устава изајснили су се и радикали и напредњаци желећи да избегну компликовану процедуру сазивања Народне скупштине. Застарела уставотворна процедура из 1869. године није испоштована, али се не може говорити о државном удару јер су се око устава сложили челници две најјаче странке.
Устав из 1901. године представља крупан корак напред у односу на дотадашњи Устав из 1869. године. Владар, Сенат и Скупштина били су равноправни чиниоци у законодавству. Неопходна је била сагласност сва три фактора да би један закон ступио на снагу. Законодавну иницијативу имала су сва три фактора. Буџет је поверен Скупштини. Судска власт била је независна. Министри су одговорни краљу и Народном представништву, а постављао их је краљ. 
Непосредно пре прокламације, краљ је позвао 17. априла представнике све три политичке странке на консултације. Тамо је било око 200 људи. Нису позвани само самостални радикали (који се још нису конституисали као странка). Изостао је и део либерала. Краљ је прочитао прокламацију 20. октобра, а затим полоћио заклетву на Устав, при чему је чинодејствовао митрополит Иноћентије.
Вујићева влада деловала је на основу споразума о заједничком раду под називом „Нашим пријатељима“ објављеног у новопокренутом „Дневнику“. Лист је априла 1901. године почео издавати радикал Стојан Протић. Потписници споразума (око 80 политичара из свих странака) чинили су језгро нове, некрштене странке. Нова странка није имала партијску организацију, већ само партијски лист и скупштински клуб насупрот опозиционом. На листи странке били су готово сви чланови Главног одбора Радикалне странке (Пашић, Аца Стојановић, Лазар Пачу, Миленко Веснић, Стојан Протић). Појава нове странке изазвала је цепања у дотадашњим. Пашић губи утицај у Радикалној странци постепено након Ивањданског атентата. Након ступања у нову странку, изложен је нападима „млађих“ радикала. Један од истакнутих опозиционара био је Јован Авакумовић који је наследио Ристића на челу Либералне странке након његове смрти августа 1898. године. Авакумовић је предводио део интелигенције који су се у Скупштини залагали за републиканско уређење и били духовни творци климе која је припремила уклањање Обреновића две године касније. Вујићева влада донела је нове законе у духу Устава из 1901. године. Законом о штампи укинута је цензура, кауција и претходна пријава новог листа. Лист је могао бити забрањен само уколико вређа краља или позива на бунт. Законом о зборовима дозвољени су зборови у затвореним просторијама без, а на отвореном уз дозволу полиције. Сви су могли присуствовати зборовима, сем малолетника и војника. Закон је био либералан. Законом о општинама уведена је општинска самоуправа и мале општине (100 до 200 порезника). Цензус је износио 15 динара. Изменама у Казненом закону ублажено је изрицање смртних пресуда (за убиство са предумишљајем, атентат на владара и хајдучију).

## Чланови владе
| Функција                                                  | Слика                  | Име и презиме          | Детаљи                                 |
| --------------------------------------------------------- | ---------------------- | ---------------------- | -------------------------------------- |
| Председник Министарског савета и министар иностраних дела |                        | Михаило В. Вујић       |                                        |
| Министар унутрашњих дела                                  |                        | Никола Д. Стевановић   |                                        |
| Министар правде                                           |                        | Драгутин Стаменковић   |                                        |
| Министар финансија                                        |                        | Михаило М. Поповић     | до 23.3/5.4. 1902.                     |
| Министар финансија                                        | Милован Ђ. Миловановић |                        |                                        |
| Министар просвете и црквених дела                         |                        | Павле Маринковић       | до 27.4/10.5. 1901.                    |
| Министар просвете и црквених дела                         |                        | Љубомир Ковачевић      | до 4/17.2. 1902.                       |
| Министар просвете и црквених дела                         |                        | Драгутин Стаменковић   | заступник                              |
| Министар војни                                            |                        | Милош Васић            | до 27.4/10.5. 1901.                    |
| Министар војни                                            |                        | Божидар Јанковић       | до 3/16.8. 1901.                       |
| Министар војни                                            |                        | Чедомиљ Миљковић       | до 21.12.1901/3.1.1902                 |
| Министар војни                                            | Василије Антонић       |                        |                                        |
| Министар грађевина                                        |                        | Пера Велимировић       |                                        |
| Министар народне привреде                                 |                        | Милован Ђ. Миловановић | до 23.3/5.4. 1902, а од тада заступник |